# フィリップ・エバンス (野球)
フィリップ・マシュー・エバンス（Phillip Mathew Evans, 1992年9月10日 - ）は、アメリカ合衆国カリフォルニア州ウィッティア出身のプロ野球選手（三塁手、外野手）。右投右打。MLBのアリゾナ・ダイヤモンドバックス傘下所属。メキシコ系アメリカ人。

## 経歴

### プロ入りとメッツ時代
2011年のMLBドラフト15巡目 (全体462位) でニューヨーク・メッツから指名され、予定していたサンディエゴ州立大学への進学を取り止めプロ入り。2016年まで傘下のマイナーチームでプレーした。
2017年はAAA級ラスベガス・フィフティワンズで開幕を迎え、9月8日にメジャー契約を結んでアクティブ・ロースター入りした。同日のシンシナティ・レッズ戦でメジャーデビューを果たし、翌9日の同カードでホーマー・ベイリーからメジャー初安打を放った。この年はメジャーで19試合に出場して打率.303、1打点を記録した。オフにマイナー契約で再契約した。
2018年は開幕ロースター入りしたが、6月6日にDFAとなり、9日にマイナー契約となってAAA級ラスベガスに送られた。この年はメジャーで15試合に出場して打率.143、1打点を記録した。オフの11月3日に自由契約となり、その後行われた第2回WBSCプレミア12でメキシコ代表のメンバーに選出された。

### カブス傘下時代
2019年1月2日にシカゴ・カブスとマイナー契約を結んだ。
この年は傘下のAAA級アイオワ・カブスでプレーし、130試合に出場して打率.283、17本塁打、61打点の成績を記録したが、メジャーに昇格することは無かった。オフにFAとなった。

### パイレーツ時代
2019年12月17日にピッツバーグ・パイレーツとマイナー契約を結んだ。
2020年7月23日にメジャー契約を結んでアクティブ・ロースター入りし、8月7日のデトロイト・タイガース戦でマシュー・ボイドからメジャー初本塁打を放ったが、翌8日の同カードで一塁の守備に就いた際にミゲル・カブレラの放ったファウルフライを追ってチームメイトのグレゴリー・ポランコと衝突し、救急搬送された。この衝突で顎の骨折と脳震盪を起こし、そのままシーズン終了となった。オフの12月15日に一度背番号を『24』に変更したが、同日中に『42』に再度変更した。
2021年オフには、エストレージャス・オリエンタレスに所属し、ドミニカのウィンターリーグに参加した。

### ヤンキース傘下時代
2022年3月16日にニューヨーク・ヤンキースとマイナー契約を結び、この年のスプリングトレーニングに招待選手として参加することになった。その後、翌17日に傘下のAAA級スクラントン・ウィルクスバリ・レイルライダースに配属された。しかし、メジャーには昇格できないまま、オフの11月10日にFAとなった。

### ダイヤモンドバックス時代
2023年1月9日にアリゾナ・ダイヤモンドバックスとマイナー契約を結んで、同年のスプリングトレーニングに招待選手として参加することになった。その後、翌10日に傘下のAAA級リノ・エーシズに配属された。

## 詳細情報

### 年度別打撃成績
| 年 度    | 球 団    | 試 合 | 打 席 | 打 数 | 得 点 | 安 打 | 二 塁 打 | 三 塁 打 | 本 塁 打 | 塁 打 | 打 点 | 盗 塁 | 盗 塁 死 | 犠 打 | 犠 飛 | 四 球 | 敬 遠 | 死 球 | 三 振 | 併 殺 打 | 打 率 | 出 塁 率 | 長 打 率 | O P S |
| -------- | -------- | ----- | ----- | ----- | ----- | ----- | -------- | -------- | -------- | ----- | ----- | ----- | -------- | ----- | ----- | ----- | ----- | ----- | ----- | -------- | ----- | -------- | -------- | ----- |
| 2017     | NYM      | 19    | 38    | 33    | 4     | 10    | 2        | 0        | 0        | 12    | 1     | 0     | 0        | 0     | 0     | 4     | 0     | 1     | 8     | 0        | .303  | .395     | .364     | .758  |
| 2018     | NYM      | 15    | 23    | 21    | 1     | 3     | 0        | 0        | 0        | 3     | 1     | 1     | 0        | 0     | 0     | 2     | 0     | 0     | 8     | 1        | .143  | .217     | .143     | .360  |
| 2020     | PIT      | 11    | 45    | 39    | 6     | 14    | 2        | 0        | 1        | 19    | 9     | 0     | 1        | 0     | 0     | 5     | 0     | 1     | 7     | 1        | .359  | .444     | .487     | .932  |
| 2021     | PIT      | 76    | 247   | 214   | 23    | 44    | 5        | 0        | 5        | 64    | 16    | 1     | 0        | 0     | 0     | 28    | 1     | 5     | 53    | 3        | .206  | .312     | .299     | .611  |
| MLB：4年 | MLB：4年 | 121   | 353   | 307   | 34    | 71    | 9        | 0        | 6        | 98    | 27    | 2     | 1        | 0     | 0     | 39    | 1     | 7     | 76    | 5        | .231  | .331     | .319     | .650  |

- 2022年度シーズン終了時

### 年度別投手成績
| 年 度    | 球 団    | 登 板 | 先 発 | 完 投 | 完 封 | 無 四 球 | 勝 利 | 敗 戦 | セ 丨 ブ | ホ 丨 ル ド | 勝 率 | 打 者 | 投 球 回 | 被 安 打 | 被 本 塁 打 | 与 四 球 | 敬 遠 | 与 死 球 | 奪 三 振 | 暴 投 | ボ 丨 ク | 失 点 | 自 責 点 | 防 御 率 | W H I P |
| -------- | -------- | ----- | ----- | ----- | ----- | -------- | ----- | ----- | -------- | ----------- | ----- | ----- | -------- | -------- | ----------- | -------- | ----- | -------- | -------- | ----- | -------- | ----- | -------- | -------- | ------- |
| 2021     | PIT      | 1     | 0     | 0     | 0     | 0        | 0     | 0     | 0        | 0           | ----  | 3     | 1.0      | 0        | 0           | 0        | 0     | 0        | 0        | 0     | 0        | 0     | 0        | 0.00     | 0.00    |
| MLB：1年 | MLB：1年 | 1     | 0     | 0     | 0     | 0        | 0     | 0     | 0        | 0           | ----  | 3     | 1.0      | 0        | 0           | 0        | 0     | 0        | 0        | 0     | 0        | 0     | 0        | 0.00     | 0.00    |

- 2022年度シーズン終了時

### 背番号
- 72（2017年）
- 28（2018年）
- 64（2020年）
- 24（2021年）

### 代表歴
- 2019 WBSCプレミア12 メキシコ代表